# 藤井紀子
藤井 紀子（ふじい のりこ、1951年（昭和26年）11月12日 - 2021年 (令和3年）8月5日）は、日本の化学者。京都大学名誉教授。京都大学複合原子力科学研究所および京都大学大学院理学研究科教授。専門は生化学。医学博士（東京医科歯科大学）。
1998年6月、第3回「日本女性科学者の会」奨励賞受賞。

## 学歴
- 1951年 東京都生まれ。
- 1974年 明治大学農学部農芸化学科卒業
- 1980年 東京医科歯科大学大学院博士課程単位取得満期退学。
- 1982年 東京医科歯科大学医学博士

## 職歴
- 1980年 - 1985年 筑波大学研究協力部文部技官。
- 1987年 - 1991年9月 筑波大学化学系助手。
- 1991年10月 - 1994年9月 武田薬品工業（株）開拓第1研究所。
- 1994年11月 - 1997年10月 科学技術振興事業団「さきがけ研究21」：「場と反応」領域研究者。
- 1997年11月 - 1998年3月 工業技術院産業技術融合領域研究所特別技術補助職員。
- 1998年4月 京都大学原子炉実験所（現：京都大学複合原子力科学研究所）助教授に就任。
- 2002年 京都大学原子炉実験所放射線生命科学研究部門教授 兼 京都大学大学院理学研究科化学専攻教授に昇格。

## 業績
D-アミノ酸を指標とした老化の基礎研究の第一人者。
ユニークな発想に基づく独創的な研究を継続した結果が認められタンパク質化学に新領域を拓き、国際的にも高い評価を得ている。
遊離のD-アミノ酸は様々な生理的役割を担っていることが近年明らかになりつつありD-アミノ酸研究会も設立された。この分野は国際的にも日本が主導的立場にある。

## 特記事項
- 最初から研究者になろうなどと思っていたわけではなかった。高校では化学が好きだったので、漠然と理系に進もうと思っていた。
- ちょうど大学進学前に、新聞記事から女性研究者が発酵関連の研究所で活躍しているという事を知り食品化学に興味を持つ。そこで農学部の農芸化学科へ進学した。
- 修士課程で生体高分子の溶液物性、博士課程で皮膚の糖蛋白質の研究をした。
- 筑波大学の研究室に就職した時に、アミノ酸は左手型（L型）と右手型（D型）の二種類が同等に存在する筈なのに、生物では左手型（L型）だけで構成されていて、それは化学進化の過程でもたらされたものだということを初めて知った。
- ならば老化は進化の逆向き、老化組織を調べればL型ではない右手型（D型）のアミノ酸が見つかるのではないかと考えた。
- 当時左手型（L型）だけの蛋白質の中に、右手型（D型）のアミノ酸が混ざるということはあり得ない、と考えられていた。
- 生体の中のような穏やかな温度環境で、アミノ酸が徐々にL型からD型に変化するという研究成果を発表したが、当時の常識からかけ離れた内容に注目を浴びることはなかった。
- ヒトの水晶体構成タンパク質中のD-アスパラギン酸 (D-Asp) の部位を特定した事により、ようやく成果が認められた。
- 人体の老化組織にD-アスパラギン酸 (D-Asp) が蓄積されていること、その形成における紫外線の役割について発見した。
- タンパク質中のD-アミノ酸残基の研究は藤井が取り組み始めた80年代には研究者がほとんどいなかったが、現在では世界的な研究分野になっている。

## 専門分野
- 放射線によるタンパク質損傷
- 放射化分析を利用したメタロチオネインの生化学的研究
- 紫外線と皮膚タンパク質のラセミ化

## 主論文
- 「タンパク質中のD-アミノ酸と老化」（安心科学アカデミー）
- 「生命の起源・進化における放射線の役割」（京都大学、共著）